# Ivan Štefunko
Ivan Štefunko (ur. 4 marca 1977 w Popradzie) – słowacki przedsiębiorca, inwestor i polityk, przewodniczący Postępowej Słowacji (PS), poseł do Rady Narodowej.

## Życiorys
W młodości przez kilka lat mieszkał w Algierii, gdzie pracowali jego rodzice. Ukończył studia na wydziale nauk politycznych i stosunków międzynarodowych Uniwersytetu Mateja Bela w Bańskiej Bystrzycy. Kształcił się także w Instytucie Nauk Politycznych w Paryżu. Działał w Partii Demokratycznej Lewicy (SDĽ), w latach 2001–2003 kierował jej organizacją młodzieżową. Pełnił też funkcję sekretarza SDĽ do spraw międzynarodowych. Został również działaczem organizacji Ľudia proti rasizmu. Od 2001 do 2005 był dyrektorem tygodnika społeczno-politycznego „Slovo”. Później zrezygnował czasowo z aktywności politycznej. Pracował w Brukseli na kierowniczym stanowisku w portalu internetowym EURACTIV.com. Zajął się działalnością biznesową. Współtworzył serwisy internetowe EURACTIV.sk, Lekar.sk i Energia.sk, platformę sprzedaży biletów lotniczych Pelikan.sk oraz firmę technologiczną Monogram Technologies. Należał do założycieli i został przewodniczącym rady dyrektorów w Neulogy Ventures, przedsiębiorstwie zajmującym się inwestowaniem w startupy.
W 2017 współorganizował partię Postępowa Słowacja, w 2018 został jej pierwszym przewodniczącym. W 2019 na tej funkcji zastąpił go Michal Truban. W 2023 z ramienia PS uzyskał mandat posła do Rady Narodowej.